# Голографічна людина
«Голографічна людина» (англ. Hologram Man) — американський фантастичний бойовик 1995 року.

## Сюжет
Дія фільму відбувається в США в Лос-Анджелесі у віддаленому майбутньому. Містом керує якась «Каліфорнійська корпорація», на чолі якої стоїть Едвард Джеймсон. Корпорація фактично захопила місто, узурпувавши права громадян. Протистоїть корпорації Норман Геллагер на прізвисько Слеш. У чомусь Норман правий, але він нападає як терорист — вбиває частину співробітників корпорації, губернатора Хемптона, а також одного з поліціянтів — Веса Стрікленда. Зловити ж Нормана вдається поліціянту-новачку Декоді, для якого вбитий Вес був найкращим другом і напарником. Норман Геллагер отримує тюремний термін, але не в простій в'язниці, а в голографічній. У цій в'язниці знаходиться мозок Геллагера і його гологоафічний образ. На колишнього терориста намагаються впливати і перевиховати його. Програма біоперсонального поліпшення розрахована на 5 років. Через цей час колишнього терориста повинні випустити, перепрограмувавши його мозок. Але друзям Нормана вдається викрасти його образ і мозок з в'язниці до кінця терміну, коли його ще не встигли перепрограмувати. Тепер Слеш знов на волі, крім того він володіє надздібностями — адже він нематеріальна голограма і може проходити через стіни і вогонь, а кулі не заподіюють йому жодної шкоди. Слеш хоче помститися тому, хто його заарештував — Декоді. У перестрілці йому фактично вдається вбити поліціянта, але йому допомагає його подруга Наталі, яка його теж робить голограмою. І тепер Декода володіє тими ж здібностями, що й Слеш. Він може битися з голографічним злочинцем один на один, нейтралізувати і зупинити його.

## У ролях
| Актор             | Роль                   |
| ----------------- | ---------------------- |
| Джо Лара          | Декода                 |
| Івен Лурі         | Слеш Геллагер          |
| Майкл Нурі        | Едвард Джеймсон        |
| Джон Еймос        | Вес Стрікленд          |
| Тіна Арнінг       | заручник               |
| Тоді Бернард      | Корум                  |
| Род Брітт         | менеджер казначейства  |
| Чак Бутто         | скарбник               |
| Джозеф Кампанелла | доктор Стерн           |
| Алекс Корд        | губернатор Хемптон     |
| Джеймс Дотон      | капітан / голова       |
| Арабелла Хольцбог | Наталі                 |
| Девід Кеген       | начальник поліції      |
| Томмі Лістер      | Eightball              |
| Джим Маніачі      | головоріз              |
| Дерек МакГрат     | секретар Калкін        |
| Катрін Лотнер     | прес-секретар          |
| Стівен Квадрос    | головоріз № 2          |
| Скотт Ріддл       | новобранець поліції    |
| Вільям Сандерсон  | Менні                  |
| Аннеліза Скотт    | Керрадайн              |
| Мішель Сміт       | Кейсі                  |
| Пол Дж. Волк      | сержант                |
| Ніколас Ворт      | одноокий               |
| Коул С. МакКей    | головоріз з вогнеметом |